# نتائج منتخب السعودية لكرة القدم 2015
فيما يلي موجز لنتائج منتخب السعودية لكرة القدم لعام 2015.

## المنتخب الأول لكرة القدم

### الهدافين
| اللاعب        | الأهداف |
| ------------- | ------- |
| محمد السهلاوي | 18      |
| تيسير الجاسم  | 3       |
| يحيى الشهري   | 3       |
| فهد المولد    | 2       |
| نايف هزازي    | 2       |
| نواف العابد   | 1       |
| أسامة هوساوي  | 1       |
| سلمان الفرج   | 1       |

### المدربين
| الاسم           | المواطنة | الفترة                    | المباريات | الانتصارات | التعادلات | الخسائر | التشريفات |
| --------------- | -------- | ------------------------- | --------- | ---------- | --------- | ------- | --------- |
| كوزمين أولارويو | رومانيا  | ديسمبر 2014 – يناير 2015  | 4         | 1          | 0         | 3       |           |
| فيصل البدين     | السعودية | مارس 2015 – أغسطس 2017    | 2         | 2          | 0         | 0       |           |
| بيرت فان مارفيك | هولندا   | سبتمبر 2015 – سبتمبر 2017 | 5         | 4          | 1         | 0       |           |

### المباريات الودية
| مباراة ودية 4 يناير 2015 | Saudi Arabia | 0–2   | كوريا الجنوبية                                  | سيدني, أستراليا                                                                       |
| 20:00 ت ع م+11:00        |              | تقرير | * أسامة هوساوي 67' (ه.ذ.) - لي جيونغ-هيوب 90+1' | الملعب: ملعب باراماتا الحضور: 6,320 الحكم: Jarred Gillett (اتحاد أستراليا لكرة القدم) |

| مباراة ودية 30 مارس 2015 | Saudi Arabia                       | 2–1   | الأردن             | الدمام, السعودية                                                                                     |
| 18:30 ت ع م+03:00        | * محمد السهلاوي 86'، 90+6' (ركلة.) | تقرير | * حمزة الدردور 90' | الملعب: ملعب الأمير محمد بن فهد الحضور: 7,800 الحكم: Abdullah Al-Bloushi (الاتحاد القطري لكرة القدم) |

### كأس آسيا 2015
| كأس آسيا 2015 المجموعة ب 10 يناير 2015 | Saudi Arabia | 0–1   | الصين        | بريزبان, أستراليا                                                              |
| 19:00 (ت ع م+10:00)                    |              | تقرير | * يو هاي 81' | الملعب: لانغ بارك الحضور: 12,557 الحكم: علي رضا فغاني (اتحاد إيران لكرة القدم) |

| كأس آسيا 2015 المجموعة ب 14 يناير 2015 | كوريا الشمالية      | 1–4   | Saudi Arabia                                                | ملبورن, أستراليا                                                                            |
| 18:00 (ت ع م+11:00)                    | * ريانغ يونغ غي 12' | تقرير | * نايف هزازي 37' - محمد السهلاوي 52'، 54' - نواف العابد 76' | الملعب: ملعب ملبورن المستطيل الحضور: 12,349 الحكم: عبد الله الهلالي (اتحاد عمان لكرة القدم) |

| كأس آسيا 2015 المجموعة ب 18 يناير 2015 | أوزبكستان                                  | 3–1   | Saudi Arabia                | ملبورن, أستراليا                                                                                |
| 20:00 (ت ع م+11:00)                    | * سردار رشيدوف 2'، 78' - فوكهيد شودييف 71' | تقرير | * محمد السهلاوي 60' (ركلة.) | الملعب: ملعب ملبورن المستطيل الحضور: 10,871 الحكم: بن ويليامز (حكم) (اتحاد أستراليا لكرة القدم) |

### تصفيات كأس العالم 2018 وكأس آسيا 2019
| تصفيات كأس العالم لكرة القدم 2018 11 يونيو 2015 | Saudi Arabia                                | 3–2   | فلسطين                                    | الدمام, السعودية                                                                                   |
| 21:00 ت ع م+03:00                               | * يحيى الشهري 6' - محمد السهلاوي 46'، 90+4' | تقرير | * بابلو تامبوريني 51' - ماتياس حذوة 90+1' | الملعب: ملعب الأمير محمد بن فهد الحضور: 4,820 الحكم: عبد الرحمن الجاسم (الاتحاد القطري لكرة القدم) |

| تصفيات كأس العالم لكرة القدم 2018 3 سبتمبر 2015 | Saudi Arabia                                                                                                 | 7–0   | تيمور الشرقية | جدة, السعودية                                                                                             |
| 20:40 ت ع م+03:00                               | * يحيى الشهري 2' - محمد السهلاوي 23' (ركلة.)، 26'، 71' - سلمان الفرج 30' - تيسير الجاسم 32' - فهد المولد 73' | تقرير |               | الملعب: مدينة الملك عبد الله الرياضية الحضور: 11,000 الحكم: Timur Faizullin (اتحاد قيرغيزستان لكرة القدم) |

| تصفيات كأس العالم لكرة القدم 2018 8 سبتمبر 2015 | ماليزيا         | 0–3 منحت | Saudi Arabia                           | شاه عالم, ماليزيا                                                                   |
| 20:45 ت ع م+08:00                               | * شفيق رحيم 70' | تقرير    | * تيسير الجاسم 73' - محمد السهلاوي 76' | الملعب: ملعب شاه عالم الحضور: 7,000 الحكم: ليو كوك مان (اتحاد هونغ كونغ لكرة القدم) |

| تصفيات كأس العالم لكرة القدم 2018 8 أكتوبر 2015 | Saudi Arabia                     | 2–1   | الإمارات العربية المتحدة       | جدة, السعودية                                                                                    |
| 20:00 ت ع م+03:00                               | * محمد السهلاوي 45'، 90' (ركلة.) | تقرير | * أحمد خليل (لاعب كرة قدم) 18' | الملعب: مدينة الملك عبد الله الرياضية الحضور: 32,482 الحكم: محمد تقي (اتحاد سنغافورة لكرة القدم) |

| تصفيات كأس العالم لكرة القدم 2018 9 نوفمبر 2015 | فلسطين | 0–0   | Saudi Arabia | عمان (مدينة), الأردن                                                                    |
| 16:00 ت ع م+02:00                               |        | تقرير |              | الملعب: ستاد عمان الدولي الحضور: 10,000 الحكم: أدهم مخادمة (الاتحاد الأردني لكرة القدم) |

| تصفيات كأس العالم لكرة القدم 2018 17 نوفمبر 2015 | تيمور الشرقية | 0–10  | Saudi Arabia | ديلي, تيمور الشرقية                                                                                  |
| 16:00 ت ع م+09:00                                |               | تقرير | * محمد السهلاوي 29' (ركلة.)، 42'، 55' (ركلة.)، 70'، 89' - أسامة هوساوي 34' - يحيى الشهري 35' - تيسير الجاسم 85' - نايف هزازي 90' - فهد المولد 90+2' | الملعب: الملعب الوطني (تيمور الشرقية) الحضور: 2,000 الحكم: Alan Milliner (اتحاد أستراليا لكرة القدم) |